# WE Communications
WE Communications (Waggener Edstrom Worldwide Inc.) ist eine inhabergeführte, international tätige Kommunikationsagentur, die von Melissa Waggener und Pam Edstrom gegründet wurde.

## Geschichte
Das Unternehmen wurde im November 1983 von Melissa Waggener gegründet. Ihre Geschäftspartnerin Pam Edstrom trat dem Unternehmen im folgenden Jahr bei und brachte ihren vorherigen Arbeitgeber Microsoft als Kunden mit. Im September 2015 benannte sich das Unternehmen in WE um.
Zu seinen Kunden zählen nach eigen Angaben des Unternehmens unter anderem die Bill & Melinda Gates Foundation, iRobot, Mediatek, Abbott Laboratories, Hoffmann-La Roche, Skype, Takeda und ZTE.
Über 1000 Mitarbeiter betreuen die vier Bereiche Technologie, Healthcare, Social Innovation und Consumer in weltweit 18 Büros. Das deutsche Büro ist in München.
Im Mutterland des Unternehmens hatte WE Communications 2017 fast 84 Millionen Umsatz, weltweit 127 Millionen. 2018 konnte der Umsatz bis 2020 auf 143 Millionen gesteigert werden.